# Ariel Cordero
Ariel Cordero (San Felipe) es una influencer, activista, panelista y psicóloga chilena. Es la primera mujer trans en ser seleccionada para representar a Chile en el concurso Miss Universo  .

## Trayectoria profesional
Cordero estudió psicología y se especializa en apoyar a personas en procesos de transición, así como en brindar ayuda y supervisión clínica y asesoramiento técnico en temas sexo genéricos. Ha colaborado como psicóloga y asesora técnica en la Corporación Féminas Diversas en Acción y ha sido voluntaria en la organización Pájaras entre Púas, destacada por velar por los derechos de la comunidad LGBTIQA+.

## Rol comoinfluencery activista
Es conocida por usar sus medios sociales para acompañar a otras personas trans y para visibilizar temáticas relacionadas con las necesidades de las comunidades LGBTQA+ en Chile.Es conductora del pódcast La pijamada de las Trannys, un espacio de conversación sobre la vida cotidiana desde la perspectiva de una mujer trans.
En 2024 Cordero fue escogida como rostro de la Fundación Iguales.
En concurso Miss Universo Chile 2024, fue destacada como segunda finalista , marcando un hito para la comunidad LGBTQ+. 

## Carrera como modelo
En enero de 2024 Cordero se presentó al casting presencial para el concurso Miss Universo Chile. Fue seleccionada entre las 12 candidatas que participarán para representar a Chile en el certamen, siendo la primera mujer trans en participar del concurso en el país.

Comprendo profundamente la importancia de la representación, porque sé que mi presencia aquí trasciende mi participación. Quiero aprovechar esta oportunidad para visibilizar la lucha por los derechos humanos de la comunidad LGBTQ+ expresó.

Que mi paso por este concurso no solo sea solo superficial, ¡sino una luz que ilumine la senda hacia la diversidad y la aceptación para todes!
Ariel Cordero